# UFC Fight Night: Manuwa vs. Anderson
UFC Fight Night: Manuwa vs. Anderson (también conocido como UFC Fight Night 107) fue un evento de artes marciales mixtas organizado por Ultimate Fighting Championship. Se llevó a cabo el 18 de marzo de 2017 en el The O2 Arena, en Londres.

## Historia
El evento estelar enfrentó a los pesos semipesados Jimi Manuwa y Corey Anderson.
El evento coestelar enfrentó a los pesos wélter Gunnar Nelson y Alan Jouban.